# 保安革命旧址
保安革命旧址位于陕西省延安市志丹县城内，1992年被列为第三批陕西省文物保护单位，2006年被列为第六批全国重点文物保护单位。
1936年6月21日中共中央离开瓦窑堡，经安塞县，于7月3日进驻保安县（今志丹县）。1937年1月10日，中共中央离开保安，前往延安。
保安革命旧址包括毛泽东旧居、周恩来旧居、中共中央政治局会议室旧址和中国抗日红军大学旧址等。毛泽东旧居系一排五孔石窑洞。周恩来旧居系一排三孔石窑洞。中共中央政治局会议室旧址系一孔石窑洞，进深11米，面阔7米，高4.5米，中国中央政治局多次再次召开会议。中国抗日红军大学旧址位于县城南前桥山西麓，有瓦房三间，石窑洞五孔。